# Gerra pulchra
Gerra pulchra är en fjärilsart som beskrevs av Max Wilhelm Karl Draudt 1919. Gerra pulchra ingår i släktet Gerra och familjen nattflyn. Inga underarter finns listade i Catalogue of Life.